# Malaka (Kluet Tengah)
Malaka is een bestuurslaag in het regentschap Aceh Selatan van de provincie Atjeh, Indonesië. Malaka telt 616 inwoners (volkstelling 2010).